# Municipio de Manchester (condado de York)
El municipio de Manchester (en inglés: Manchester Township) es un municipio ubicado en el condado de York en el estado estadounidense de Pensilvania. En el año 2000 tenía una población de 12,700 habitantes y una densidad poblacional de 308 personas por km².

## Geografía
El municipio de Manchester se encuentra ubicado en las coordenadas 40°02′00″N 76°44′29″O / 40.03333, -76.74139.

## Demografía
Según la Oficina del Censo en 2000 los ingresos medios por hogar en la localidad eran de $53,472 y los ingresos medios por familia eran $61,270. Los hombres tenían unos ingresos medios de $42,451 frente a los $29,744 para las mujeres. La renta per cápita para la localidad era de $25,576. Alrededor del 2,0% de la población estaban por debajo del umbral de pobreza.